# Abdulaziz Mohamed
Abdulaziz Ali Mohamed Khador (arabe : عبدالعزيز محمد) (né le 12 décembre 1965) est un joueur de football international émirati, qui évoluait au poste d'attaquant.

## Biographie

### Carrière en sélection
Avec l'équipe des Émirats arabes unis, il figure dans le groupe des sélectionnés lors de la Coupe du monde de 1990 (sans jouer de matchs).
Il dispute également la Coupe des confédérations 1997. Lors de cette compétition, il joue contre l'Urugay, l'Afrique du Sud et la République tchèque.

## Palmarès
Sharjah SC
- Championnat des Émirats arabes unis :
  - Meilleur buteur : 1993-94 (20 buts).